# برزینا (ناحیه ملادا بولسلاف)
برزینا (به چکی: Březina) یک منطقهٔ مسکونی در جمهوری چک است که در ناحیه ملادا بولسلاو واقع شده‌است.